# Juliet Ehimuan
Juliet Ehimuan là một chuyên gia công nghệ và doanh nhân người Nigeria hiện đang làm Giám đốc quốc gia của Google tại Nigeria. Vào tháng 8 năm 2011, cô đã được liệt kê trong "20 phụ nữ quyền lực trẻ nhất châu Phi" của Forbes.

## Cuộc sống ban đầu và giáo dục
Sinh ra ở Nigeria, Ehimuan hoàn thành bằng B.Eng. bằng Kỹ sư Máy tính của Đại học Obafemi Awolowo, Ile-Ife, với bằng danh dự hạng nhất. Cô đã tiến hành lấy bằng sau đại học về Khoa học Máy tính từ Đại học Cambridge, Vương quốc Anh trước khi cô tiếp tục hoàn thành chương trình MBA của mình từ Trường Kinh doanh Luân Đôn.

## Sự nghiệp
Năm 1995, Ehimuan bắt đầu sự nghiệp với vai trò Giám sát hiệu suất và giám sát đảm bảo chất lượng tại Công ty phát triển dầu mỏ Shell cho đến năm 1997 khi cô rời công ty. Sau đó, cô gia nhập Microsoft UK với tư cách là Giám đốc chương trình, người giám sát các dự án cho các công ty con MSN ở Châu Âu, Trung Đông và Châu Phi; và sau đó là Trình quản lý quy trình kinh doanh cho MSN International.
Khi rời Microsoft năm 2005, cô đã thành lập một công ty có tên Strategic Insight Consulting Ltd. và sau đó trở thành Tổng giám đốc của các đơn vị kinh doanh chiến lược của Chams Plc. Vào tháng 4 năm 2011, cô được bổ nhiệm làm Giám đốc quốc gia của Google tại Nigeria.

## Giải thưởng và công nhận
Là một thành viên của Hiệp hội thịnh vượng chung Cambridge, những đóng góp của Ehimuan cho công nghệ và tinh thần kinh doanh đã giành được một số giải thưởng và sự công nhận của cô. Cô là người nhận Học bổng Phụ nữ Toàn cầu của Trường Kinh doanh Luân Đôn và tại Đại học Cambridge, cô đã nhận được hai giải thưởng học thuật - Học giả Cao đẳng Selwyn và Học giả Khối thịnh vượng chung Malaysia. Năm 2012, cô đã giành giải "Nhân vật CNTT của năm" tại Giải thưởng Công nghệ thông tin quốc gia năm 2012.